# Batalionul Mixt Româno-Ungar de Menținere a Păcii

Insigna batalionul

Batalionul Mixt Româno-Ungar de Menținere a Păcii este prima structură mixtă (formată din militari ai două națiuni: română și ungară) de nivel batalion de pe mapamond. A fost înființat la 20 martie 1998, având în compunere două module (ungar și român) cu efective egale, parte componentă a două batalioane de infanterie, astfel:
- Modulul român - parte din Batalionul 191 Infanterie "Colonel Radu Golescu" dislocat în Arad
- Modulul ungar - parte din Batalionul 5/3 "Bercsényi Miklós" dislocat în Hódmezővásárhely

#### Constituirea B.Mx.RO-HU.M.P.
- ianuarie 1997, la propunerea Ministerului Apărării al României, Ministerul Apărării Patriei al Republicii Ungare se declară de acord cu crearea Batalionului Mixt Româno-Ungar de Menținere a Păcii;

- august 1997: are loc seminarul cvadripartit franco-germano-ungaro-român de la Baden-Baden;

- 3 noiembrie 1997: are loc întâlnirea șefilor celor două State Majore Generale;

- Batalionul 191 Infanterie "Colonel Radu Golescu" este nominalizat de către secretarul de stat și Șef al Statului Major General pentru constituirea Batalionului Mixt Româno-Ungar de Menținere a Păcii;

- 20 martie 1998: s-a semnat la Budapesta acordul dintre guvernul României și guvernul Republicii Ungare privind înființarea Batalionului Mixt Româno-Ungar de Menținere a Păcii, aceasta constituind și data înființării structurii;

- 1-3 aprilie 1998: vizita ministrului apărării la Batalionul 191 Infanterie "Colonel Radu Golescu" din Arad (componenta română a Batalionului Mixt Româno-Ungar de Menținere a Păcii);

- 10 august 1998: la Băile Felix are loc întâlnirea ministrului ungar al apărării cu ministrul român al apărării; se propune efectuarea unui stagiu de Stat Major a ofițerilor români și unguri ce vor încadra Batalionul Mixt, la Centrul Regional de Pregătire Româno-Britanic de pe lângă A.Î.S.M;

- 9-10 septembrie 1998: la Oradea – are loc întâlnirea dintre șefii celor două state majore generale;

- 14 mai 1999: s-a semnat la Budapesta acordul tehnic și documentele menite să operaționalizeze înțelegerea dintre guvernele celor două țări privind constituirea Batalionului Mixt Româno-Ungar de menținere a păcii;

- 20 iulie 1999: s-au semnat la Hódmezővásárhely precizările șefilor direcțiilor de operație ale celor două state majore generale.

- 25-27 ianuarie 2001: modulul român al Batalionului Mixt a fost evaluat și avizat de către o comisie a Națiunilor Unite, în vederea executării unei misiuni reale de menținere a păcii în Cipru sau alte zone.

#### Locul și rolul B.Mx.RO-HU.M.P.
- Modulul Românesc al Batalionului Mixt Româno-Ungar de Menținere a Păcii, ca parte integrantă a Batalionului 191 Infanterie "Colonel Radu Golescu", își desfășoară activitatea în cazarma situată în Cetatea Aradului precum și în poligoanele aferente.

- În conformitate cu dispozițiile Acordului Tehnic semnat de către ambele părți, 30% din timpul total de instrucție al subunităților desemnate a face parte din B.Mx.RO-HU.M.P. este folosit pentru instruirea specifică misiunilor de menținere a păcii. Aceasta se realizează în ateliere de instrucție organizate pe următoarele categorii:

1. punct control trafic;
2. punct de observare;
3. escortă convoi;
4. escortă V.I.P.;
5. controlul mulțimii;
6. patrulă de observare și prezență;
7. tehnica negocierii;
8. relații cu mass-media;
9. pista C.I.S.M.

#### Misiunile  B.Mx.RO-HU.M.P.
1. prevenirea declanșării ostilităților potențiale în zona de operațiuni prin prezența unei forțe militare reale și eficace;
2. acționarea ca forță combatantă în misiuni de menținere a păcii și în situații de gestionare a crizelor;
3. desfășurarea de operațiuni în sprijinul păcii și executarea misiunilor umanitare de căutare / salvare;
4. operațiuni în zonele de criză, planificarea și executarea operațiunilor de gestionare a crizelor;
5. planificarea și conducerea de acțiuni comune de pregătire, adoptate în scopul de a realiza și menține un nivel ridicat de eficiență operațională.

Zona de acțiune a Batalionului Mixt Româno-Ungar de Menținere a Păcii poate include, în principal, regiunile centrale, răsăritene și sud-estice ale Europei dar și alte teritorii europene sau din afara continentului., zone de operațiuni cu teren mediu frământat, cu posibilități reduse sau nesigure de deplasare și cu un ridicat nivel de risc.

#### Asigurarea comenzii
Anual, prin reciprocitate, comanda este preluată de una din părți în cadrul unei ceremonii de predare-primire ce se desfășoară alternativ pe teritoriul României și pe teritoriul Republicii Ungare.

#### Exerciții
Înaintea fiecărui exercițiu, au loc conferințele de planificare a exercițiilor, desfășurate în România și/sau Ungaria, pe durata cărora se stabiliesc detaliile tehnice și documentele necesare conducerii acestora. La finalul exercițiilor se desfășoară activități de evaluare, stabilindu-se măsuri concrete pentru ridicarea nivelului de pregătire a personalului, apreciindu-se realizarea coeziunii structurilor de comandă precum și ale subunităților din compunerea organică, astfel că, la ora actuală Batalionul Mixt Româno-Ungar de Menținere a Păcii, este operațional.